# Комјатице
Комјатице (слч. Komjatice, мађ. Komját) су насељено мјесто са административним статусом сеоске општине (слч. obec) у округу Нове Замки, у Њитранском крају, Словачка Република.

## Становништво
| Година:    | 1994. | 2004.   | 2014.   | 2024.   |
| ---------- | ----- | ------- | ------- | ------- |
| Број људи: | 4048  | 4260    | 4304    | 4210    |
| Разлика:   |       | +5,23 % | +1,03 % | -2,18 % |

| Година:    | 2023. | 2024.   |
| ---------- | ----- | ------- |
| Број људи: | 4197  | 4210    |
| Разлика:   |       | +0,30 % |

Према подацима о броју становника из 2011. године насеље је имало 4.286 становника.